# بوب جيبسون
بوب جيبسون (بالإنجليزية: Bob Gibson)‏ (و. 1935  م) هو لاعب كرة قاعدة، من الولايات المتحدة، ولد في أوماها، نبراسكا، لعب كمرسل الكرة ‏.

## جوائز
حصل على جوائز منها:
- جائزة القفاز الذهبي لرولينغز [الإنجليزية]‏
- جائزة اللاعب الأكثر قيمة لدوري كرة القاعدة الرئيسي [الإنجليزية]‏.

## روابط خارجية
- بوب جيبسون على موقع دوري كرة القاعدة الرئيسي (الإنجليزية)
- بوب جيبسون على موقعبيزبول رفرنس.كوم (الدوري الرئيسي) (الإنجليزية)
- بوب جيبسون على موقعبيزبول رفرنس.كوم (الدوري الثانوي) (الإنجليزية)
- بوب جيبسون على موقع إي إس بي إن.كوم (أم.أل.بي) (الإنجليزية)
- بوب جيبسون على موقع مشجعي الرسوم البيانية (الإنجليزية)
- بوب جيبسون على موقع قاعة مشاهير كرة القاعدة (الإنجليزية)
- بوب جيبسون على موقع كلية كرة السلة في سبورتس رفرنس.كوم (الإنجليزية)